# Konzewitschs Formel
Konzewitschs Formel (auch Konzewitschs Quantisierungsformel) ist eine Formel der mathematischen Physik. Sie beschreibt wie lokal ein Sternprodukt auf einer endlich-dimensionalen Poisson-Mannigfaltigkeit konstruiert werden kann. Dadurch entsteht eine Deformationsquantisierung der Poisson-Algebra.
Die Formel stammt von dem Mathematiker Maxim Konzewitsch.

## Konzewitschs Formel
Der Operator besteht aus „Gewichten“ {\displaystyle w_{\Gamma }} und Bidifferentialoperatoren {\displaystyle B_{\Gamma ,\pi }}, welche mit Hilfe von Graphen konstruiert werden. Zu jedem möglichen Graphen wird ein Gewicht und ein Bidifferentialoperator konstruiert.

### Vorbereitung

#### Konstruktion des Graphens

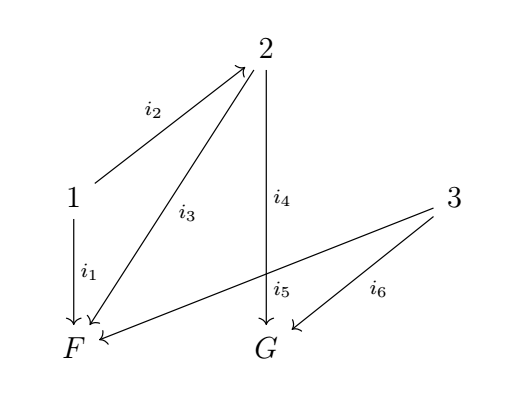
Beispiel eines gültigen Graphen

Sei {\displaystyle \Gamma =(V,E)} ein beschrifteter orientierter Graph ({\displaystyle V} = Knoten, {\displaystyle E} = Kanten), der keine Schleifen besitzt, {\displaystyle n+2} Knoten und {\displaystyle 2n} Kanten hat. Weiter soll sich {\displaystyle V} in zwei geordnete Mengen {\displaystyle \{1,\dots ,n\}} und {\displaystyle \{F,G\}} zerlegen lassen.
{\displaystyle \Gamma } besitzt die Beschriftung {\displaystyle e_{1}^{1},e_{1}^{2},e_{2}^{1},e_{2}^{2},\dots ,e_{n}^{1},e_{n}^{2}}, wobei {\displaystyle e_{k}^{j}} mit {\displaystyle j\in \{1,2\}} bedeutet, dass die Kante in {\displaystyle k\in \{1,\dots ,n\}} beginnt.
Mit {\displaystyle G_{n}} bezeichnen wir die Subklasse all dieser Graphen.
Beispiel: Der Graph im Bild besitzt folgende Kanten 
{\displaystyle (e_{1}^{1},e_{1}^{2},e_{2}^{1},e_{2}^{2},e_{3}^{1},e_{3}^{2})=\left((1,F),(1,2),(2,F),(2,G),(3,F),(3,G)\right).}

#### Konstruktion des Bidifferentialoperators
Sei {\displaystyle \pi \in {\mathfrak {X}}^{2}:=\Gamma (\wedge ^{2}TM)} ein Poisson-Bivektorfeld einer Poisson-Mannigfaltigkeit {\displaystyle M}. Weiter sei {\displaystyle I:E\to \{1,\dots ,d\}} eine Funktion, welche die Kanten neu beschriftet {\displaystyle (e_{1}^{1},e_{1}^{2},\dots ,e_{n}^{1},e_{n}^{2})\mapsto (i_{1},\dots ,i_{d})}, so dass die neue Beschriftungen unabhängig von den Indizes sind.
Für jeden zulässigen Graphen {\displaystyle \Gamma \in G_{n}} assoziieren wir einen Bidifferentialoperator
{\displaystyle B_{\Gamma ,\pi }:C^{\infty }(M)\times C^{\infty }(M)\to C^{\infty }(M).}
Die Knoten {\displaystyle F} und {\displaystyle G} repräsentieren eine Funktion {\displaystyle f} und {\displaystyle g} und für jeden Knoten {\displaystyle k\in \{1,\dots ,n\}} assoziieren wir einen Tensor {\displaystyle \pi ^{I(e_{k}^{1})I(e_{k}^{2})}}. Zu jeder Kante {\displaystyle i_{l}} assoziieren wir zudem eine partielle Ableitung der Funktion oder des Tensors am Endknoten des Pfeils. Die Ableitungen werden in der durch die Beschriftung vorgeschriebenen Reihenfolge multipliziert.
Die allgemeine Formel für den Operator {\displaystyle B_{\Gamma ,\pi }} ist
{\displaystyle B_{\Gamma ,\pi }:=\sum \limits _{I:E\to \{1,\dots ,d\}}\left[\prod \limits _{k=1}^{n}\left(\prod \limits _{e\in E,e=(\cdot ,k)}\partial _{I(e)}\right)\pi ^{I(e_{k}^{1})I(e_{k}^{2})}\right]\left(\prod \limits _{e\in E,e=(\cdot ,F)}\partial _{I(e)}\right)f\left(\prod \limits _{e\in E,e=(\cdot ,G)}\partial _{I(e)}\right)g.}
Beispiel: Der zum Graphen im Bild assoziierte Bidifferentialoperator ist
{\displaystyle (f,g)\mapsto \sum \limits _{i_{1},\dots ,i_{6}}\pi ^{i_{1},i_{2}}\partial _{i_{2}}\left(\pi ^{i_{3},i_{4}}\right)\pi ^{i_{5},i_{6}}\partial _{i_{1}}\partial _{i_{3}}\partial _{i_{5}}(f)\partial _{i_{4}}\partial _{i_{6}}(g).}
Der Graph sagt, wir haben die Tensoren {\displaystyle \{\pi ^{i_{1},i_{2}},\pi ^{i_{3},i_{4}},\pi ^{i_{5},i_{6}}\}} und wegen der Kante {\displaystyle i_{2}} müssen wir {\displaystyle \pi ^{i_{3},i_{4}}} ableiten. Die restlichen Kanten sind Ableitungen von {\displaystyle f} bzw. {\displaystyle g}.

#### Berechnung des Gewichts
Sei {\displaystyle \mathbb {H} } die obere Halbebene ({\displaystyle \operatorname {Im} (z)>0}) mit der hyperbolischen Metrik
{\displaystyle \mathrm {d} s^{2}={\frac {\mathrm {d} x^{2}+\mathrm {d} y^{2}}{y^{2}}}}.
Definiere für {\displaystyle p\neq q\in \mathbb {H} }
{\displaystyle \phi (p,q):=\operatorname {arg} \left({\frac {q-p}{q-{\bar {p}}}}\right)={\frac {1}{2\mathrm {i} }}\log \left({\frac {(q-p)({\bar {q}}-p)}{(q-{\bar {p}})({\bar {q}}-{\bar {p}})}}\right).}
{\displaystyle \phi (p,q)} misst den Winkel zwischen der Geodäte {\displaystyle [p,q]} und der Geodäte {\displaystyle [p,\infty ]} gegen den Uhrzeigersinn.
Sei {\displaystyle {\cal {{H}_{n}}}} der Raum der Konfiguration von {\displaystyle n} nummerierten paarweise verschiedenen Punkten in {\displaystyle \mathbb {H} }
{\displaystyle {\cal {{H}_{n}:=\{(p_{1},\dots ,p_{n})\mid p_{k}\in \mathbb {H} ,\ p_{k}\neq p_{l}\;{\text{für}}\;k\neq l\}.}}}
{\displaystyle {\cal {{H}_{n}\subset \mathbb {C} ^{n}}}} ist eine nicht-kompakte glatte {\displaystyle 2n}-dimensional Mannigfaltigkeit.
Sei {\displaystyle \Gamma \in G_{n}} ein Graph und {\displaystyle (p_{1},\dots ,p_{n})\in {\cal {{H}_{n}}}} eine Konfiguration, dann können wir den Graphen auf {\displaystyle \mathbb {R} ^{2}\cong \mathbb {C} } übertragen. Wir weisen jedem Punkt {\displaystyle p_{k}} einen Knoten {\displaystyle 1\leq k\leq n} zu, den Punkt {\displaystyle 0\in \mathbb {R} \subset \mathbb {C} } dem Knoten {\displaystyle F} und den Punkt {\displaystyle 1\in \mathbb {R} \subset \mathbb {C} } dem Knoten {\displaystyle G}.
Sei {\displaystyle e_{k}^{b}\in E} eine Kante, dann definieren wir {\displaystyle \phi _{e_{k}^{b}}:=\phi (k,b)}.
Das Gewicht lässt sich wie folgt berechnen
{\displaystyle w_{\Gamma }:={\frac {1}{n!(2\pi )^{2n}}}\int _{\cal {{H}_{n}}}\bigwedge \limits _{k=1}^{n}(\mathrm {d} \phi _{e_{k}^{1}}\wedge \mathrm {d} \phi _{e_{k}^{2}}).}

### Konzewitschs Formel
Sei {\displaystyle \pi } ein Poisson-Bivektorfeld in einem offenen Gebiet in {\displaystyle \mathbb {R} ^{d}}. Dann definiert die Formel
{\displaystyle f\star g=\sum \limits _{n=0}^{\infty }t^{n}\sum \limits _{\Gamma \in G_{n}}w_{\Gamma }B_{\Gamma ,\pi }(f,g)}
ein Sternprodukt auf der gegebenen Poisson-Mannigfaltigkeit {\displaystyle M}. Seine Äquivalenzklasse ist unabhängig von den gewählten Koordinaten auf {\displaystyle M}.

## Physikalische Interpretation
Um eine physikalische Interpretation zu erhalten, wählen wir {\displaystyle t:={\tfrac {\mathrm {i} \hbar }{2}}}.

## Globalisierung
Konzewitsch hat die Quantisierung von {\displaystyle \mathbb {R} ^{d}} auf eine allgemeine Poisson-Mannigfaltigkeit erweitert. Die Globalisierung stammt von Alberto Cattaneo, Giovanni Felder und Lorenzo Tomassini.